# نيو أكروبوليس
نيو أكروبوليس (الاسم الرسمي: Organización Internacional Nueva Acrópolis "OINA" - Organisation Internationale Nouvelle Acropole وassociation internationale sans but lucratif) هي منظمة غير ربحية عالمية أسسها جورجي أنجل ليفراجا ريتزي (توفي 1991) عام 1957
في بادئ الأمر كانت مدرسة للفلسفة وأصبحت لاحقًا منظمة دولية مكرسة للدراسات والممارسة الفلسفية.

## الميثاق التأسيسي
يهدف الميثاق التأسيسي للمنظمة إلى :
1. تعزيز الأخوة العالمية بين الناس من جميع المذاهب والأعراق والخلفيات.[2]
2. تعزيز رؤية شاملة للعالم من خلال الدراسة المقارنة للفلسفات والعلوم والأديان والفنون.
3. تمكين البشر من تطوير إمكاناتهم والعيش في وئام مع الطبيعة من خلال فهم قوانينها.

علاوة على الدورات والمحاضرات وورش العمل العادية المتعلقة بالفلسفة شاركت المنظمة أيضًا في الأنشطة الاجتماعية والخيرية مثل حملات جمع المواد الغذائية وورش العمل الفنية وتنظيف الآثار والحدائق العامة وكذلك عمليات الإنقاذ في حالات الكوارث.

## النقد
قامت اللجنة الفرنسية المعنية بالطوائف الدينية (1995) وكذلك اللجنة البرلمانية البلجيكية، بتسجيل المنظمة، في عام 1997، كطائفة دينية في هذين البلدين حيث تم إدراجها في قائمة سوداء مرفقة بالتقرير الصادر عن هاتين اللجنتين جنبًا إلى جنب مع 171 جمعية أخرى. في 27 مايو 2005، تخلت الحكوم الفرنسية عن القوائم السوداء للطوائف الدينية نظرًا لأنها تصبح بشكل سريع متقادمة وخارج نطاق المسؤولية بما يصعب من عملية مراقبة مجموعات الطوائف الدينية، كما هو الحال بالنسبة لمنظمة نيو أكروبوليس، التي آلت ملكيتها لحكام محليين.

## وصلات خارجية

### Institutional links
- New Acropolis International
- New Acropolis, Australia
- New Acropolis, United Kingdom
- New Acropolis, Canada
- New Acropolis, U.S.A
- New Acropolis, Spain
- New Acropolis, France
- New Acropolis, Portugal
- List of international web sites
- Fundamentals of the Acropolis Ideal by Jorge Angel Livraga

### الدراسات
- CESNUR study of French ex-members

### روابط النقاد
- Sheila Gostick, Confidence For Dummies // NOW (Toronto, Canada), 1-7.01.2004.
- Critical biography of founder Livraga, from a former member